# Pałac w Chwalibogowie
Pałac w Chwalibogowie – pałac z końca XIX wieku w Chwalibogowie, w gminie Września. Uznawany za jedno z czołowych dzieł tzw. kostiumu francuskiego w Wielkopolsce.

## Opis
Pałac jest przykładem nawiązania do architektury renesansu francuskiego, przypomina dzieła Franciszka Mansarta. Budowla piętrowa z lekko wystającym ryzalitem w środkowej części, nakryta mansardowym dachem. Boniowany parter i naroża, poddasze doświetlają lukarny. Na parterze okna zamknięte półokrągło, na piętrze prostokątne. Obecnie w złym stanie, dostępny tylko z zewnątrz.

## Historia
Pałac w XIX wieku był własnością rodziny Kęszyckich, później do Myszkowskich. Ostatnim właścicielem Chwalibogowa był podpułkownik A. Myszkowski. Do 1920 wieś znajdowała się w rękach von Skrbenskich, niemieckiej rodziny o czeskich korzeniach. Rudolph von Skrbensky wybudował pałac i wieżę ciśnień stojące do dziś w tutejszym parku. Po II wojnie światowej majątek dworski przeznaczono na Spółdzielnię Produkcyjną TZW „Spółdzielnia”, założoną przez miejscowych chłopów i robotników.